# Jean Tabary
Jean Tabary, född 5 mars 1930 i Stockholm, död 18 augusti 2011 i Pont-l'Abbé-d'Arnoult, var en fransk serietecknare. Han är mest känd för att tillsammans med René Goscinny ha skapat seriefiguren Iznogoud, och tecknat ett flertal album innehållande äventyr med denna figur.